# Tatar Varoš
Tatar Varoš – wieś w Chorwacji, w żupanii karlowackiej, w gminie Cetingrad. W 2011 roku liczyła 81 mieszkańców.